# Papyrus 62
Papyrus 62 (nach Gregory-Aland mit Sigel {\displaystyle {\mathfrak {P}}}62 bezeichnet) ist eine frühe griechische Abschrift des Neuen Testaments. Die Fragmente des Papyrusmanuskriptes enthalten einen Teil des Matthäusevangeliums. Es sind die Verse 25 bis 30 des elften Kapitels erhalten geblieben. Mittels Paläographie wurde es auf das 4. Jahrhundert datiert.
Außerdem ist enthalten Daniel 3, 51–53, dieser Text hat die Rahlfs-Nummer 0994. Der Papyrus war vielleicht einmal Teil eines Amuletts.

## Text
Aus Matthäus 11,25–30 ist der folgende griechische Text erhalten geblieben:

„[25.] εν εκεινω τω καιρω̣ αποκριθεις̣ ειπεν ο [ι̅ς̅] ε̣[ξομολογο]υ[μαι] [σοι] [π̅ρ̅] κ̅[ε̅] [του] [ουρα]

νου και της γ̣η̣ς οτι εγρ̣υ̣ψας ταυ[τ]α̣ απο σο[φων] [και] [συ]ν̣[ετων] [και] απ[εκαλυψας] 

αυτα νηπιοις [26.] ναι ο πη̅ρ οτι ουτως ευδοκι̣[α] – 

[27.] παντα μοι παρεδοθη υπο̣ του π̣α̣τ̣[ρ]ο̣ς̣ μ̣ο̣υ̣ – [υι]

ον ει μη ο πατηρ ουδε το[ν] πατερα τ[ις] [ε]π̣ιγινω[σκει] – 

αποκαλυψαι [28.] δ̣ε̣υτε προς μ̣ε παντε[ς] [οι] κοπιον̣[τες] – [αναπα]

υσω υμας [29.] α̣ρατε τον ζ̣υ̣[γο]ν μου εφ̣ [υμ]α̣ς̣ και μ̣α[θετε] – [τα]

πεινος τ̣η κ[αρ]δ̣ια και ευ[ρ]η̣σ̣ε̣τε αν̣[απα]υ̣σιν ταις – [30.] – 

και τ̣ο φορτιον μου ελα̣[φρο]ν εστιν“

Der griechische Text des Kodex repräsentiert den Alexandrinischen Texttyp. Kurt Aland ordnete ihn in Kategorie II ein.

## Aufbewahrung
Die Fragmente des Manuskriptes werden zurzeit in der Bibliothek der Universität Oslo unter der Inventarnummer 1661 aufbewahrt.

## Bildergalerie

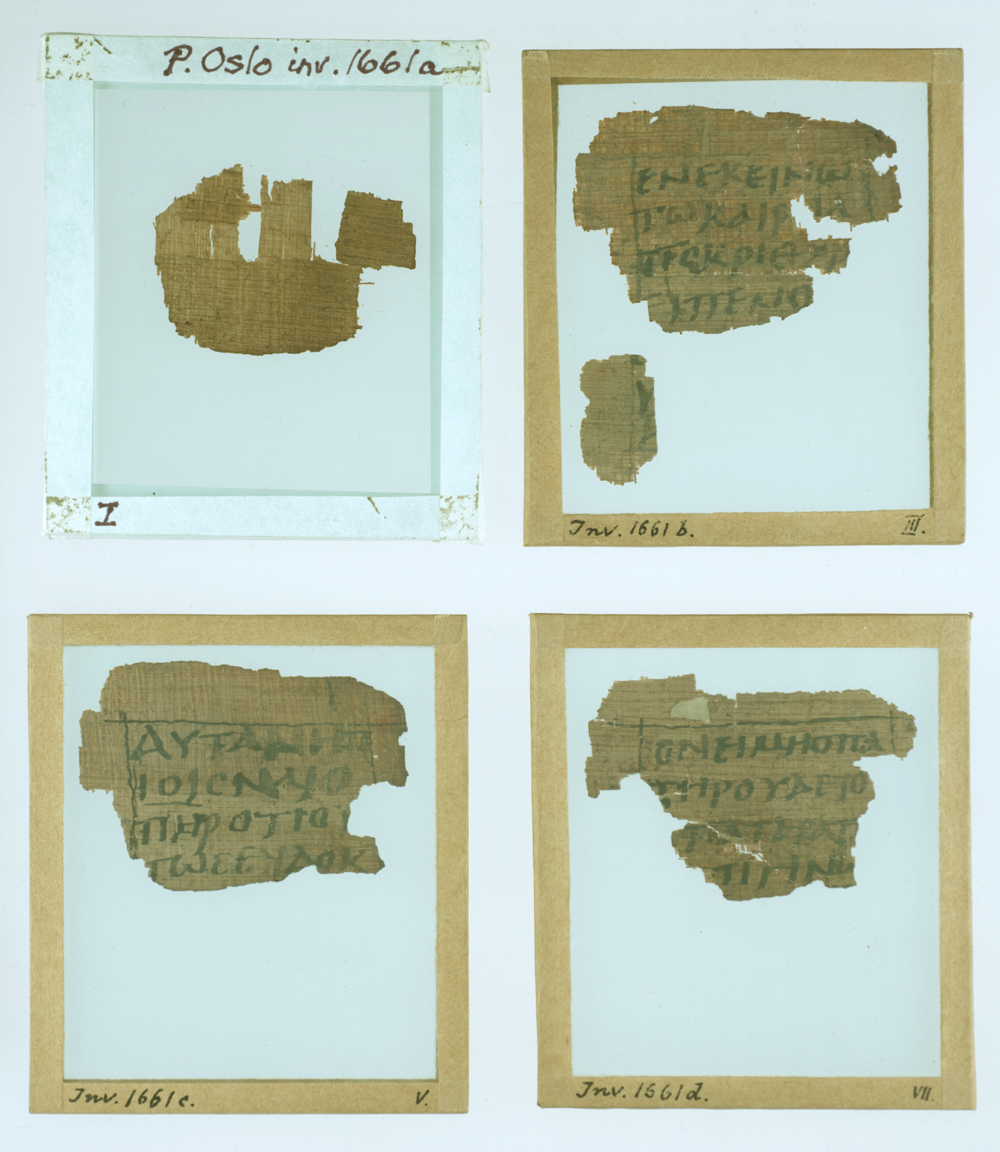
Mat 11.25–30 recto 1 3 5 7
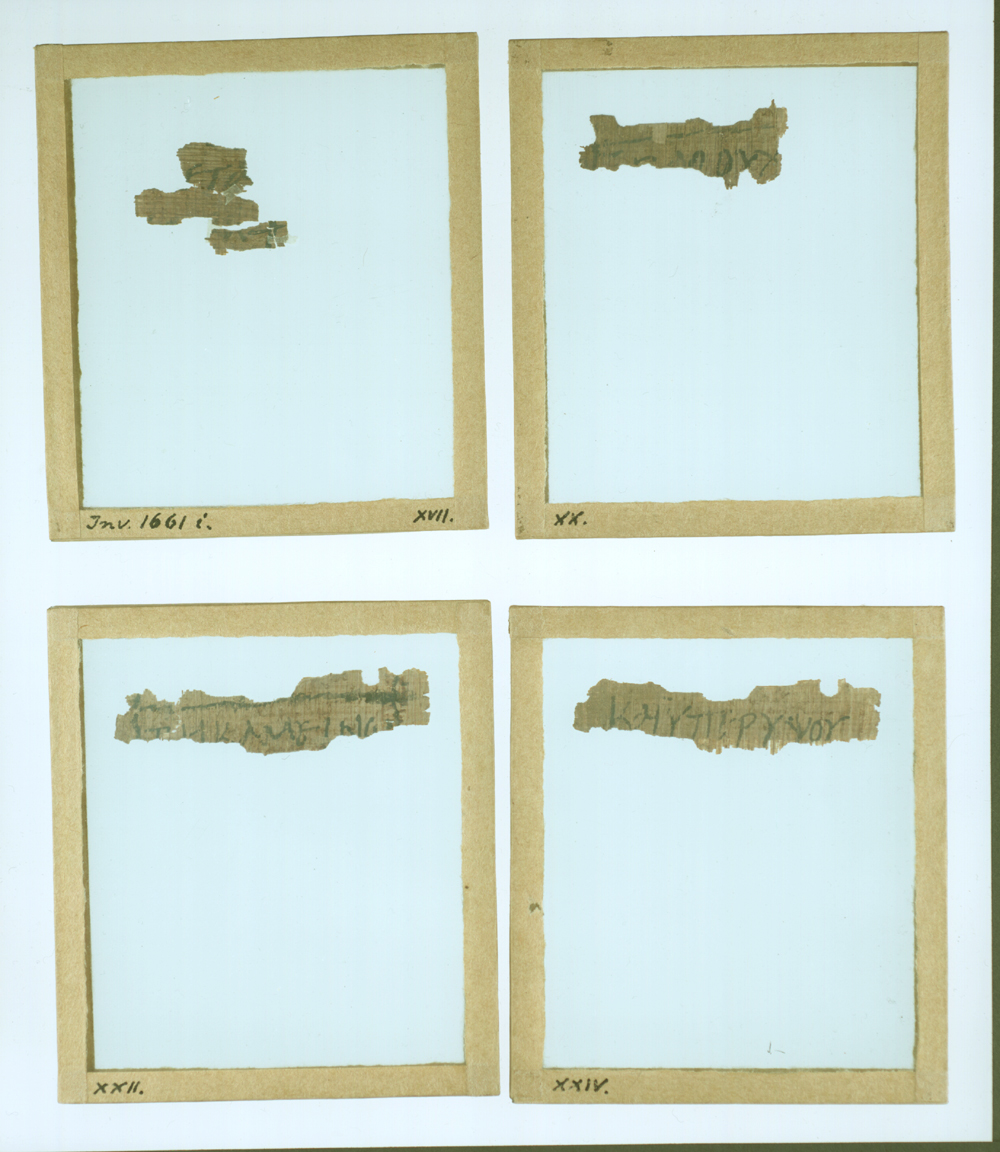
Mat 11.25–30 verso 18 20 22 24
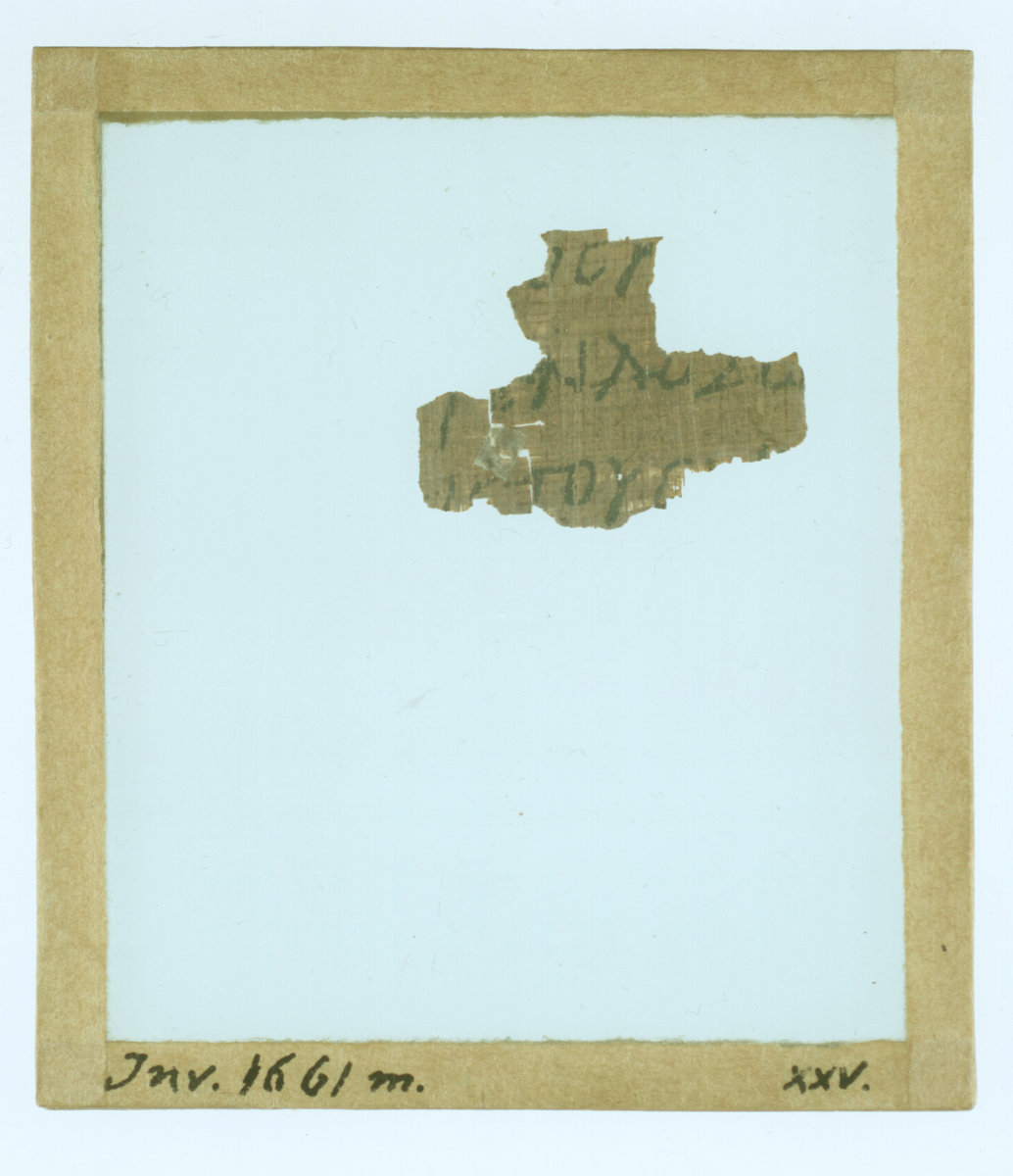
Mat 11.25–30 recto 25
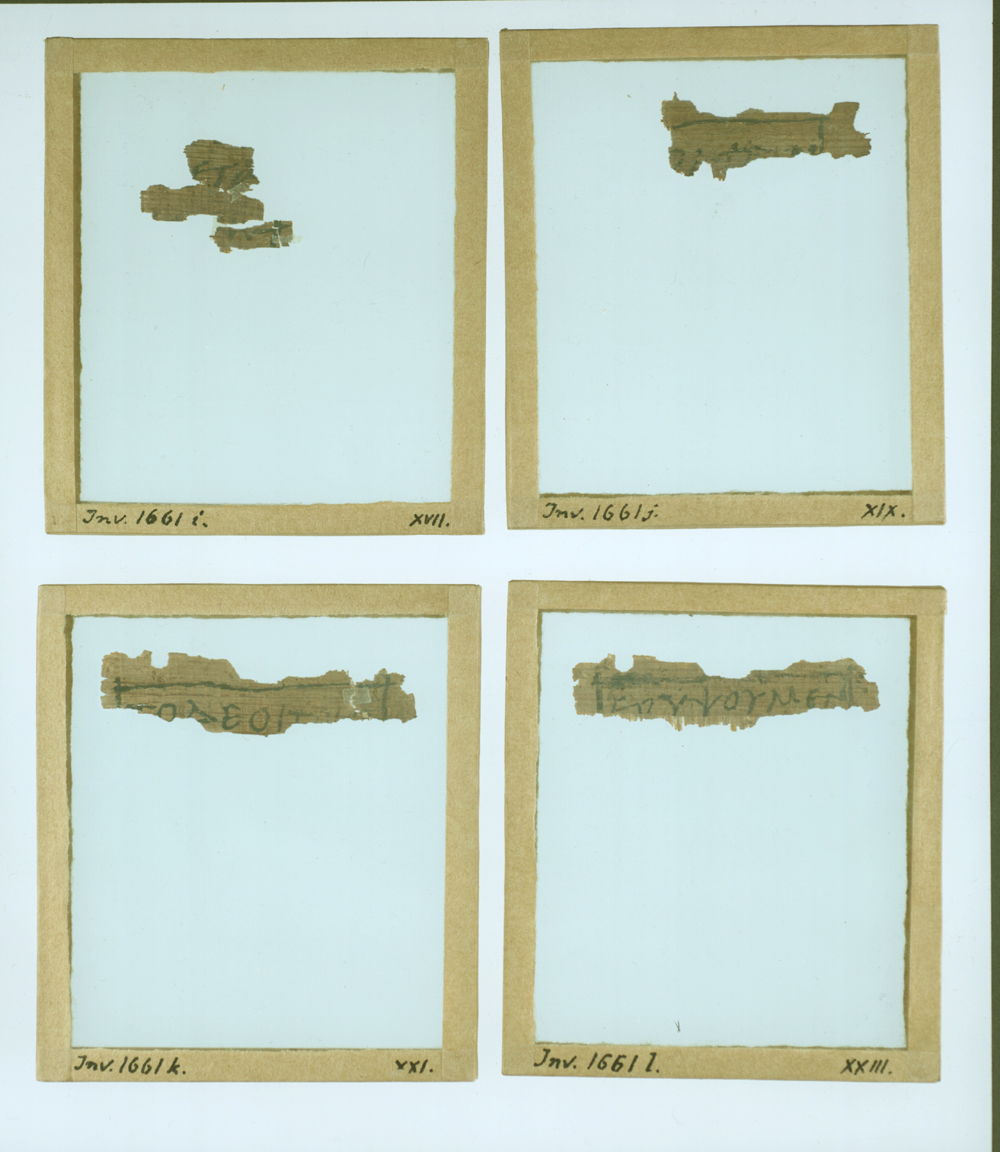
Mat 11.25–30 recto 17 19 21 23
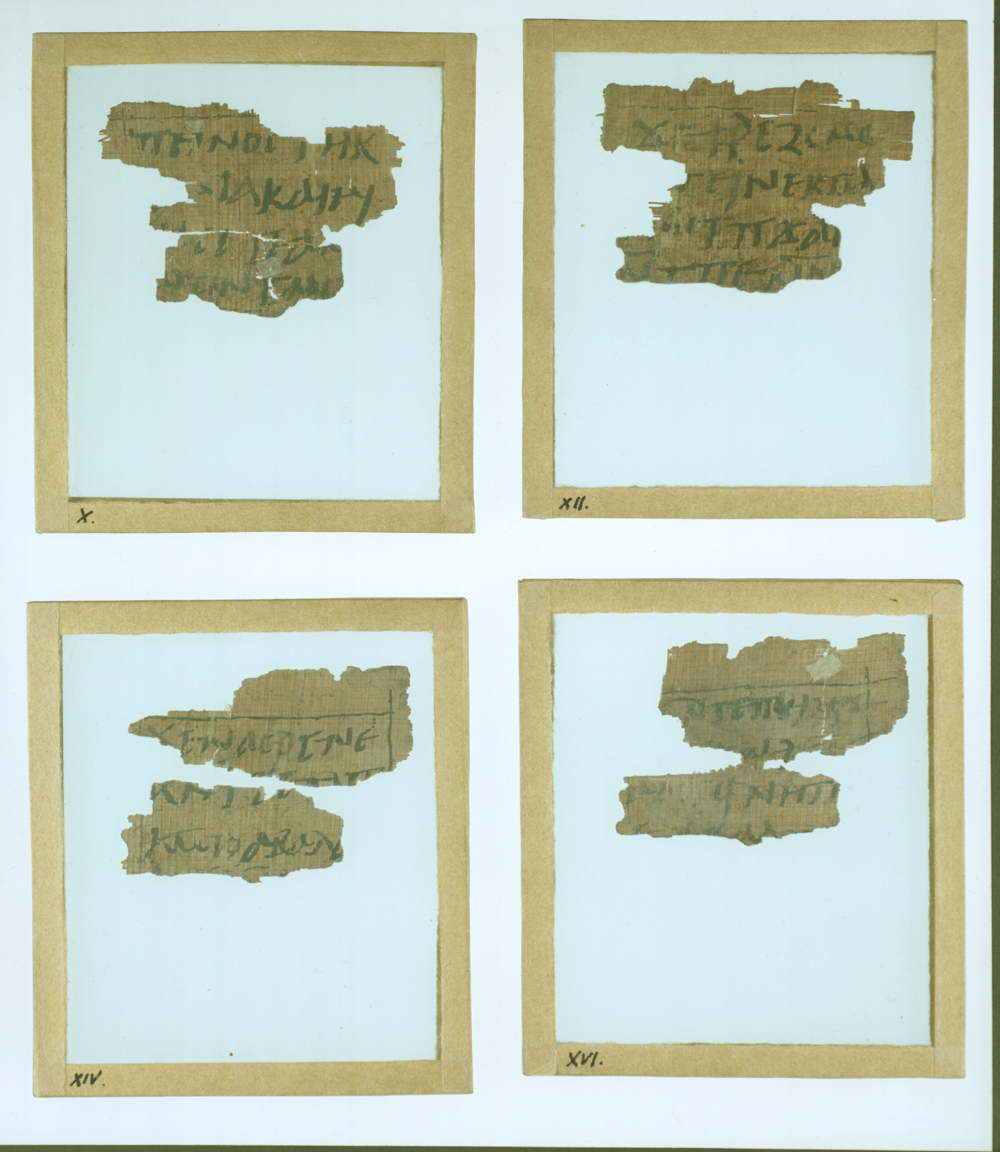
Mat 11.25–30 verso 10 12 14 16
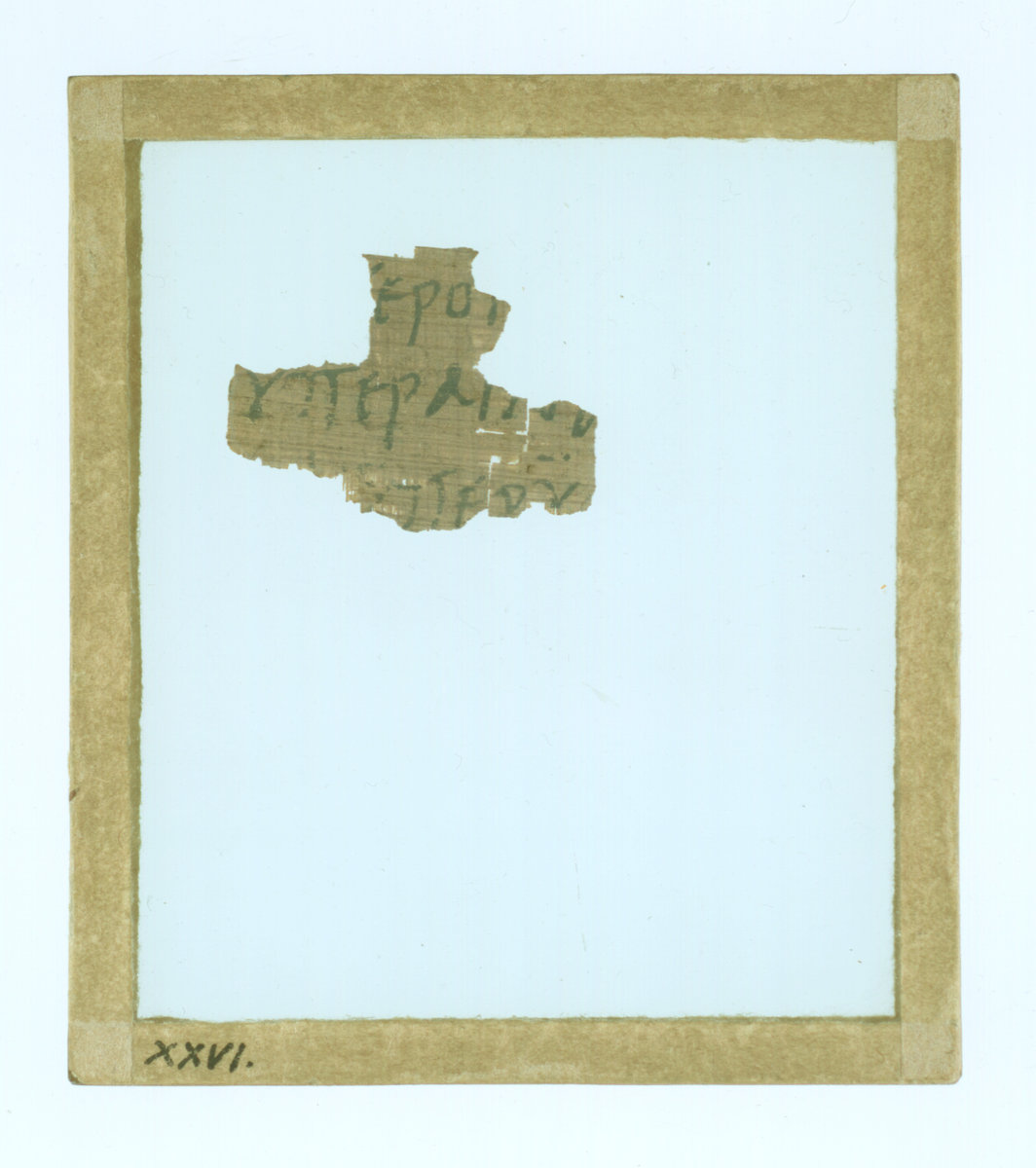
Mat 11.25–30 verso 26
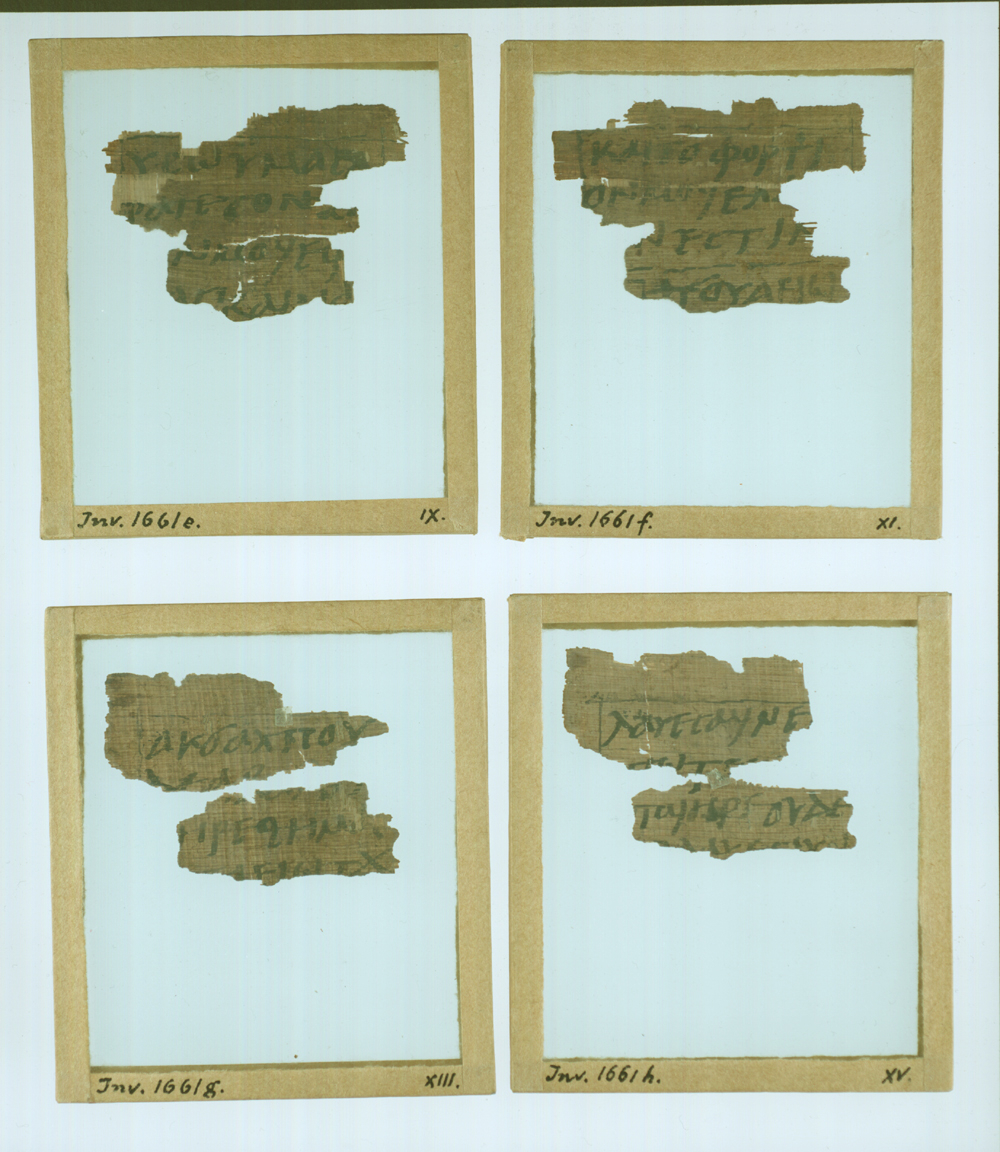
Mat 11.25–30 recto 9 11 13 15
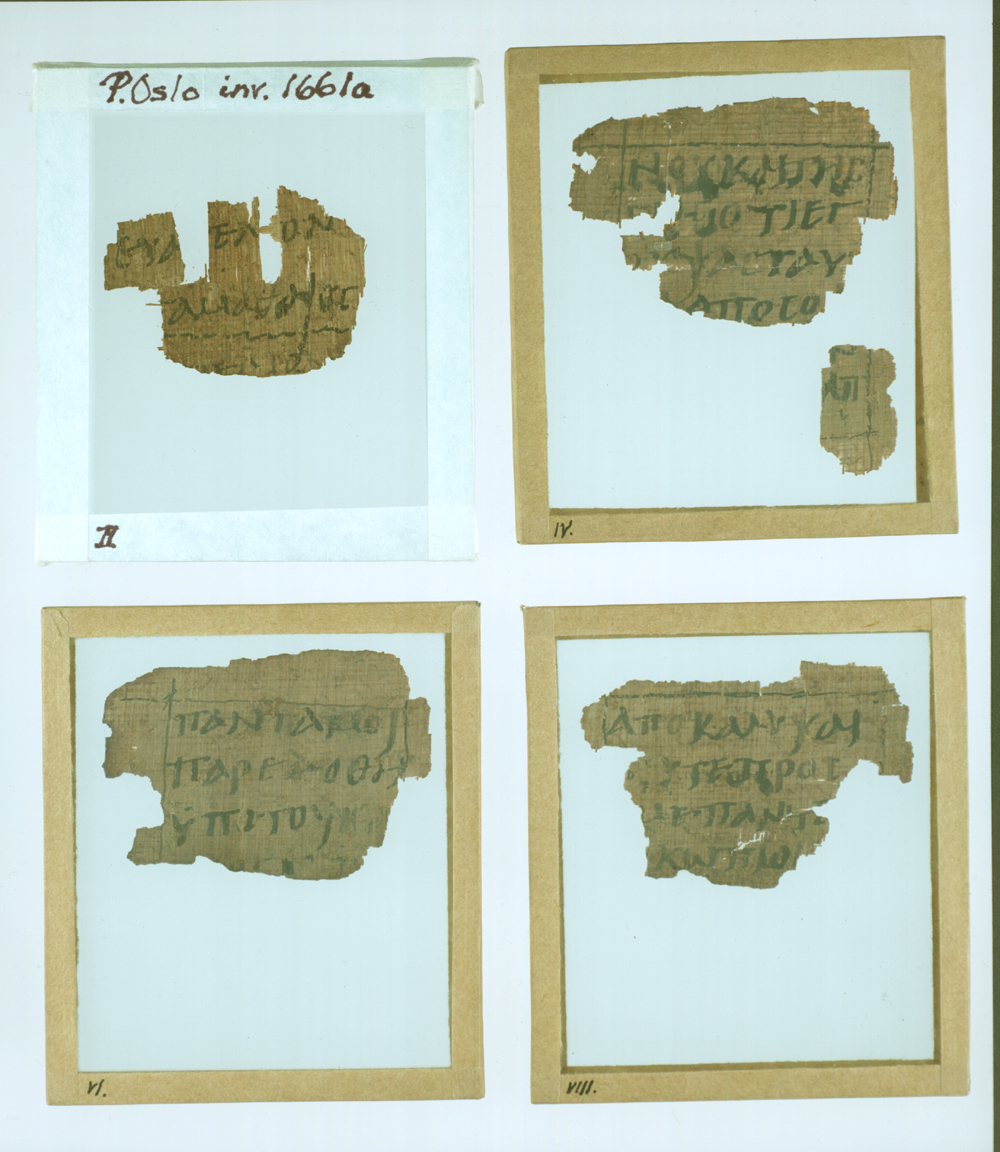
Mat 11.25–30 verso 2 4 6 8